# Scredington
Scredington – wieś i civil parish w Anglii, w Lincolnshire, w dystrykcie North Kesteven. W 2011 civil parish liczyła 283 mieszkańców. Scredington jest wspomniana w Domesday Book (1086) jako Scredinctun/Scredintune.